# Улица Веры Фигнер (Санкт-Петербург)
Улица Ве́ры Фи́гнер — улица в Невском районе Санкт-Петербурга. По первоначальному проекту улица должна была проходить от Славянской ул. до Караваевской ул. и пересекать Шлиссельбургский пр.. Фактически существует только участок между Караваевской улицей и пожарной частью № 44.

## История
Получила название 23 февраля 1987 года в честь Фигнер, Вера Николаевна, члена исполнительного комитета революционной террористической организации «Народная воля», участницы подготовки убийства императора Александра II (1881), которая 20 лет (1884‒1904) провела в заключении в Шлиссельбургской крепости.

Фактически существует с 2017 г.